# العلاقات الإريترية الطاجيكستانية
العلاقات الإريترية الطاجيكستانية هي العلاقات الثنائية التي تجمع بين إريتريا وطاجيكستان.

## مقارنة بين البلدين
هذه مقارنة عامة ومرجعية للدولتين:
| وجه المقارنة                                              | إريتريا                                      | طاجيكستان                          |
| --------------------------------------------------------- | -------------------------------------------- | ---------------------------------- |
| المساحة (كم2)                                             | 117.60 ألف                                   | 143.10 ألف                         |
| عدد السكان (نسمة)                                         | 6.33 مليون                                   | 8.92 مليون                         |
| الكثافة السكانية (ن./كم²)                                 | 53.83                                        | 62.33                              |
| العاصمة                                                   | أسمرة                                        | دوشنبه                             |
| اللغة الرسمية                                             | اللغة التغرينية، اللغة العربية، لغة إنجليزية | اللغة الطاجيكية                    |
| العملة                                                    | ناكفا                                        | ساماني طاجيكي، الروبل الطاجيكستاني |
| الناتج المحلي الإجمالي (بليون دولار)                      | 2.61 مليار                                   | 7.15 مليار                         |
| الناتج المحلي الإجمالي (تعادل القوة الشرائية) بليون دولار |                                              | 24.03 مليار                        |
| الناتج المحلي الإجمالي الاسمي للفرد دولار أمريكي          |                                              | 925                                |
| الناتج المحلي الإجمالي للفرد دولار أمريكي                 |                                              | 2.69 ألف                           |
| مؤشر التنمية البشرية                                      | 0.391                                        | 0.624                              |
| رمز المكالمات الدولي                                      | +291                                         | +992                               |
| رمز الإنترنت                                              | .er                                          | .tj                                |
| المنطقة الزمنية                                           | ت ع م+03:00                                  | ت ع م+05:00                        |

## منظمات دولية مشتركة
يشترك البلدان في عضوية مجموعة من المنظمات الدولية، منها:
| علم المنظمة | اسم المنظمة                        | تاريخ انضمام إريتريا | تاريخ انضمام طاجيكستان |
| ----------- | ---------------------------------- | -------------------- | ---------------------- |
|             | مؤسسة التمويل الدولية              | 11 أكتوبر 1995       | 2 ديسمبر 1994          |
|             | منظمة حظر الأسلحة الكيميائية       | ?                    | ?                      |
|             | يونسكو                             | 2 سبتمبر 1993        | 6 أبريل 1993           |
|             | الاتحاد الدولي للاتصالات           | 6 أغسطس 1993         | 28 أبريل 1994          |
|             | الأمم المتحدة                      | 28 مايو 1993         | 2 مارس 1992            |
|             | منظمة الشرطة الجنائية الدولية      | ?                    | ?                      |
|             | البنك الدولي للإنشاء والتعمير      | 6 يوليو 1994         | 4 يونيو 1993           |
|             | الاتحاد البريدي العالمي            | ?                    | ?                      |
|             | مؤسسة التنمية الدولية              | 6 يوليو 1994         | 4 يونيو 1993           |
|             | وكالة ضمان الاستثمار متعدد الأطراف | 10 سبتمبر 1996       | 9 ديسمبر 2002          |